# Široké okno
Široké okno je dětská novela a třetí kniha v Řadě nešťastných příhod od Lemonyho Snicketa.

## Děj
Sirotci přijíždějí k slzavému jezeru, což je místo, kde žije jejich další vzdálená příbuzná a opatrovnice – teta Josephine. Je to žena, která má věčně z něčeho strach – neohřívá jídlo, protože by mohl vyhořet dům, nechává dveře pootevřené, protože z kliky by mohla vyletět smrtící pružinka atd. V rozporu s jejími pocity přitom bydlí na útesu ve vratkém domku, který je na spadnutí.
Přestože má teta věčně strach, pravé nebezpečí nepozná, a když k jezeru přicestuje přestrojený hrabě Olaf, považuje jej za námořníka, který by jí mohl nahradit zemřelého manžela.
Přijíždějící pan Poe samozřejmě dětem pomoci nedokáže, naopak věci ještě zhorší.